# NGC 3079
NGC 3079 (другие обозначения — UGC 5387, MCG 9-17-10, ZWG 266.8, IRAS09585+5555, PGC 29050) — спиральная галактика с перемычкой (SBc) в созвездии Большая Медведица.
Галактика обладает активным ядром и относится к сейфертовским галактикам типа II
Этот объект входит в число перечисленных в оригинальной редакции «Нового общего каталога».
В галактике вспыхнула сверхновая SN 2001ci типа Ic, её пиковая видимая звездная величина составила 18,3.
В галактике вспыхнула сверхновая SN 2013ee типа II, её пиковая видимая звездная величина составила 15,5.
Галактика NGC 3079 входит в состав группы галактик NGC 3079. Помимо NGC 3079 в группу также входят UGC 5421, UGC 5421, UGC 5479, UGC 5459, UGC 5460 и NGC 3073.